# Bouwmeester (architecture)
Pour les articles homonymes, voir Bouwmeester.
 (mars 2021).
 (mars 2021).
La mise en forme du texte ne suit pas les recommandations de Wikipédia : il faut le « wikifier ».
Les points d'amélioration suivants sont les cas les plus fréquents :
- Les titres sont pré-formatés par le logiciel. Ils ne sont ni en capitales, ni en gras.
- Le texte ne doit pas être écrit en capitales (les noms de famille non plus), ni en gras, ni en italique, ni en « petit »…
- Le gras n'est utilisé que pour surligner le titre de l'article dans l'introduction, une seule fois.
- L'italique est rarement utilisé : mots en langue étrangère, titres d'œuvres, noms de bateaux, etc.
- Les citations ne sont pas en italique mais en corps de texte normal. Elles sont entourées par des guillemets français : « et ».
- Les listes à puces sont à éviter, des paragraphes rédigés étant largement préférés. Les tableaux sont à réserver à la présentation de données structurées (résultats, etc.).
- Les appels de note de bas de page (petits chiffres en exposant, introduits par l'outil «  Source ») sont à placer entre la fin de phrase et le point final[comme ça].
- Les liens internes (vers d'autres articles de Wikipédia) sont à choisir avec parcimonie. Créez des liens vers des articles approfondissant le sujet. Les termes génériques sans rapport avec le sujet sont à éviter, ainsi que les répétitions de liens vers un même terme.
- Les liens externes sont à placer uniquement dans une section « Liens externes », à la fin de l'article. Ces liens sont à choisir avec parcimonie suivant les règles définies. Si un lien sert de source à l'article, son insertion dans le texte est à faire par les notes de bas de page.
- La présentation des références doit suivre les conventions bibliographiques. Il est recommandé d'utiliser les modèles {{Ouvrage}}, {{Chapitre}}, {{Article}}, {{Lien web}} et/ou {{Bibliographie}}. Le mode d'édition visuel peut mettre en forme automatiquement les références.
- Insérer une infobox (cadre d'informations à droite) n'est pas obligatoire pour parachever la mise en page.

Pour une aide détaillée, merci de consulter Aide:Wikification.
Si vous pensez que ces points ont été résolus, vous pouvez retirer ce bandeau et améliorer la mise en forme d'un autre article.
Un bouwmeester est un poste de maître architecte indépendant qui, avec son équipe, œuvre en matière de développement urbain. Il existe, pour l'heure, cinq postes en Belgique. Le premier poste créé en Wallonie est celui de Charleroi Bouwmeester. Il est question de créer ce poste pour la Région wallonne et à Liège.

## Mandats
- Bouwmeester Région flamande[2],[3] :
  - 2020- Erik Wieërs ;
  - 2016-2020 Leo Van Broeck ;
  - 2010-2015 Peter Swinnen ;
  - 2005-2010 Marcel Smets ;
  - 1998-2005 Bob Van Reeth.
- Bruxelles :
  - 2020- Kristiaan Borret[4] ;
  - 2015-2020 Kristiaan Borret[5] ;
  - 2009-2014 Olivier Bastin[6].
- Anvers :
  - 2016- Christian Rapp ;
  - 2010-2014 Kristiaan Borret ;
  - 2006-2010 Kristiaan Borret.
- Charleroi :
  - 2018-  Georgios Maillis[7] ;
  - 2013-2018  Georgios Maillis.
- Gent :
  - 2017- Peter Vanden Abeele.